# ООН-женщины
«ООН-женщины» (англ. UN Women), официально — Структура Организации Объединённых Наций по вопросам гендерного равенства и расширения прав и возможностей женщин (англ. United Nations Entity for Gender Equality and the Empowerment of Women), — вспомогательный орган ГА ООН, созданный решением ГА ООН в 2010 году с целью ускорения прогресса в деле удовлетворения потребностей женщин во всём мире, повышения эффективности использования имеющихся ресурсов и объединения мандатов и функций отдельных подразделений системы ООН, занимавшихся исключительно вопросами гендерного равенства и расширения прав и возможностей женщин. Ведущий орган, координирующий работу системы ООН в вопросе гендерного равенства.
«ООН-Женщины» начала работу в январе 2011 года. Первым директором-исполнителем структуры стала бывшая президент Чили Мишель Бачелет; с августа 2021 года структуру возглавляет Сима Сами Бахус. Как и ЮНИФЕМ в прошлом, «ООН-Женщины» является членом Группы по вопросам развития ООН (англ. United Nations Development Group).

## История
В январе 2006 года генеральный секретарь ООН Пан Ги Мун опубликовал доклад «Всеобъемлюющее предложение относительно объединённой структуры по вопросам гендерного равенства и расширения прав и возможностей женщин» (англ. Comprehensive Proposal for the Composite Entity for Gender Equality and the Empowerment of Women), где предложил объединить ресурсы и полномочия четырёх отдельных подразделений системы ООН, которые занимались исключительно вопросами гендерного равенства и расширения прав и возможностей женщин, в одной новой структуре. Расходы на комплектование базового штатного расписания, покрытие соответствующих оперативных расходов и создание первоначального потенциала на уровне стран, регионов и Центральных учреждений ООН были оценены примерно в 125 млн долл. США в год; кроме того, 375 млн долл. США в год потребуется на начальном этапе для реагирования на запросы странового уровня, касающиеся программной помощи ООН.
14 сентября 2009 года Генеральная ассамблея приняла резолюцию 63/311 «Слаженность в системе Организации Объединённых
Наций», которой поддержала слияние Канцелярии Специального советника Генерального секретаря по гендерным вопросам и улучшению положения женщин (создана в 1997 году; англ. Office of the Special Adviser on Gender Issues Advancement of Women, OSAGI), Отдела по улучшению положения женщин (ОУПЖ; англ. Division for the Advancement of Women, DAW), Фонда ООН для развития в интересах женщин Фонда ООН для развития в интересах женщин (ЮНИФЕМ, 1976—2010) и Международного научно-исследовательского и учебного института ООН по улучшению положения женщин (МУНИУЖ, англ. International Research and Training Institute for the Advancement of Women, 1976—2010) в объединённую структуру, управляющуюся заместителем генерального секретаря, который будет непосредственно подотчётен Генеральному секретарю и будет назначаться Генеральным секретарём в консультации с государствами-членами и на основе справедливого географического представительства и гендерного баланса. Генеральная ассамблея обратилась к Генеральному секретарю с просьбой подготовить всеобъемлющее предложение с указанием, среди прочего, программного заявления объединённой структуры, организационных механизмов, финансирования и Исполнительного совета, который будет осуществлять надзор за её оперативной деятельностью.
2 июля 2010 года Генеральная ассамблея ООН единогласно одобрила резолюцию 64/289, в которой, в частности содержалось решение о создании структуры «ООН-Женщины» путём объединения и передачи этой структуре существующих мандатов и функций четырёх вышеуказанных подразделений ООН и о создании Исполнительного совета в качестве руководящего органа Структуры для обеспечения межправительственной поддержки её оперативной деятельности и осуществления надзора за этой деятельностью.
Генеральный секретарь Пан Ги Мун в этой связи выразил «признательность странам-членам за осуществление большого шага вперёд для девочек и женщин мира», а также подчеркнул, что «„ООН-Женщины“ значительно ускорит усилия ООН по продвижению гендерного равенства, расширению возможностей и борьбу с дискриминацией по всему миру».
14 сентября 2010 года было объявлено о назначении Мишель Бачелет, бывшего президента Чили, директором-исполнителем «ООН-Женщины». Во время общих прений на открытии 65-й Генеральной ассамблеи ООН руководители стран мира одобрили создание структуры и её намерение «расширить права и возможности женщин», а также приветствовали назначение Бачелет её главой. С июля 2013 года структуру возглавляет Фумзиле Мламбо-Нгкука.

## Устройство и функционирование
Согласно Резолюции ГА 64/289, руководит Структурой «ООН-Женщины» заместитель генерального секретаря ООН, назначаемый генеральным секретарём по согласованию со странами-членами на срок в 4 года (одновременно являющийся директором-исполнителем Структуры «ООН-Женщины»).
Многоуровневый межправительственный механизм общего руководства применительно к вспомогательным функциям Структуры в нормативной области образуют Генеральная ассамблея ООН, Экономический и социальный совет ООН и Комиссия по положению женщин.
Многоуровневый межправительственный механизм общего руководства применительно к оперативной деятельности Структуры образуют Генеральная ассамблея ООН, Экономический и социальный совет ООН и Исполнительный совет Структуры. Последний состоит из 51 члена, избираемых Экономическим и социальным советом ООН на срок 3 года и распределённых следующим образом:
- 10 представителей африканских государств;
- 10 — азиатских государств;
- 4 — восточноевропейских государств;
- 6 — государств Латинской Америки и Карибского бассейна;
- 5 — западноевропейских и других государств;
- 6 представителей государств, предоставляющих ресурсы[14].

Ресурсы, необходимые для обслуживания межправительственных процессов нормотворчества, выделяются из регулярного бюджета и утверждаются Генеральной Ассамблеей; ресурсы, необходимые для обслуживания оперативных межправительственных
процессов и оперативной деятельности на всех уровнях (их минимальный годовой размер установлен в 500 млн долларов), формируются за счёт добровольных взносов и утверждаются Исполнительным советом «ООН-Женщины».

### Текущий состав Исполнительного совета
Исполнительный совет, избранный в 2013 году, состоит из представителей государств:
- Африка: Алжир, Габон, Гамбия, Джибути, Малави, Сенегал, Сомали, Того, Экваториальная Гвинея, Южная Африка;
- Азия — Тихий океан: Бангладеш, Индия, Китай, Мальдивы, Республика Корея, Объединённые Арабские Эмираты, Соломоновы острова, Таиланд, Филиппины, Япония;
- Восточная Европа: Босния и Герцеговина, Латвия, Польша, Россия;
- Латинская Америка и Карибский бассейн: Бразилия, Венесуэла, Колумбия, Куба, Суринам, Уругвай;
- Западная Европа и другие государства: Австралия, Исландия, Лихтенштейн, Новая Зеландия, Испания;
- Страны, предоставляющие ресурсы: Великобритания, Мексика, Норвегия, Саудовская Аравия, Соединённые Штаты Америки, Швеция.

## Мандат и функции
Мандат и функции «ООН-Женщины» включают совокупность мандатов и функций Канцелярии Специального советника по гендерным вопросам и улучшению положения женщин, Отдела по улучшению положения женщин, Фонда Организации Объединённых Наций для развития в интересах женщин и Международного учебного и научно-исследовательского института по улучшению положения женщин, с добавлением функций руководства, координации и поощрения подотчётности в работе системы ООН, связанной с обеспечением гендерного равенства и расширения прав и возможностей женщин. Цель «ООН-Женщины» — усиление, а не замена, усилий других частей системы ООН, таких как ЮНИСЕФ, ПРООН и ЮНФПА, каждая из которых продолжит работу по гендерному равенству и расширению прав и возможностей женщин в своих областях.
В соответствии с положениями резолюции 64/289, основой для работы Структуры «ООН-Женщины» являются Устав ООН, Пекинская декларация и Платформа действия, решения XXIII специальной сессии ГА ООН и применимые документы, стандарты и резолюции ООН, которые поддерживают цели обеспечения гендерного равенства, расширения прав и возможностей женщин и улучшения положения женщин, отражают эти цели и
способствуют их достижению.
Один из ключевых аспектов мандата «ООН-женщины» заключается в осуществлении координации действий в области гендерной проблематики и поддержка деятельности по всестороннему учёту гендерного фактора в рамках всей системы ООН. 13 апреля 2012 года на совещании Координационного совета руководителей системы ООН был принят общесистемный план действий ООН по вопросам гендерного равенства и расширения прав и возможностей женщин.
В конце 2013 года рекламная кампания, разработанная для «ООН-Женщины» агентством Memac Ogilvy & Mather Dubai, использовала настоящие поисковые запросы в Google для того, чтобы показать общераспространённость сексизма и дискриминации против женщин. Плакаты состояли из лиц четырёх женщин, рты которых были закрыты автоматическими подсказками из Google. Все подсказки были сексистскими или мизогинными. Похожая кампания была также запущена и для привлечения внимания к правам ЛГБТ.
Также в конце 2013 года «ООН-Женщины» запустила конституционную базу данных (http://constitutions.unwomen.org Архивная копия от 18 марта 2015 на Wayback Machine), в которой конституции 195 государств-членов и наблюдателей ООН рассматриваются с точки зрения гендерного равенства — иными словами, эта информация даёт представление о том, в какой степени основные законодательные акты различных государств гарантируют и защищают — либо, наоборот, игнорируют — права женщин и девочек. Предполагается, что информация в базе данных будет обновляться ежегодно.

## Цели
«ООН-Женщины» уполномочена:
- Поддерживать межгосударственные структуры, такие, как Комиссия по положению женщин, в их работе по формулированию правил, глобальных стандартов и норм.
- Помогать странам-членам ООН внедрять вышеуказанные стандарты, будучи готовой предоставить необходимую техническую и финансовую поддержку тем странам, что просят её, и формировать эффективные партнёрства с гражданским обществом.
- Обеспечить условия странам-членам для того, чтобы система ООН была подотчётной относительно своего вклада в гендерное равенство, учитывая регулярный мониторинг системных процессов.

## Послы доброй воли
В 2014 году актриса Эмма Уотсон стала первым послом доброй воли «ООН-Женщины», назначенным при новом директоре-исполнителе Фумзиле Мламбо-Нгкука. Она запустила кампанию «HeForShe», которая призывает мужчин выступить за гендерное равенство.
В ноябре 2014 года первым мужчиной — послом доброй воли «ООН-Женщины» в Южной Азии стал индийский актёр, кинорежиссёр, киносценарист, певец Фархан Ахтар.

## Критика
Структура кратко осудила сексуальное насилие во время нападения ХАМАСа на Израиль 7 октября в своём сообщении, но вскоре удалила его, и только спустя 8 недель заявили, что они осуждают жестокие нападения ХАМАСа на Израиль 7 октября — за это они подверглась критике.

## Награды
- Президентская Награда[англ.] (2015 год, Сьерра-Леоне)[28]